# Cosa (Spanyolország)
Cosa település Spanyolországban, Teruel tartományban. Cosa Alpeñés, Pancrudo, Lidón, Rubielos de la Cérida, Bañón, Calamocha, Barrachina és Torre los Negros községekkel határos. Lakosainak száma 62 fő (2024).

## Népesség
A település népessége az utóbbi években az alábbiak szerint változott:
| Lakosok száma | 96   | 97   | 86   | 67   | 61   | 56   | 55   | 50   | 50   | 62   |
|               | 2001 | 2004 | 2007 | 2009 | 2012 | 2014 | 2017 | 2019 | 2022 | 2024 |